# Carl Rinsch
Carl Erik Rinsch (Los Ángeles, 1976 o 1977) es un director de cine estadounidense. Dirigió la película 47 Ronin en 2013. En 2018, Netflix contrató a Rinsch para producir una serie de 12 episodios llamada Conquest y gastó 55 millones de dólares en el proyecto, pero fracasó después de que no se alcanzaron los hitos de producción y no se completó ningún episodio. Actualmente enfrenta cargos de fraude y lavado de dinero en un tribunal federal.

## Primeros años de vida y educación
Nació en Los Ángeles, California.  Cuando era adolescente, tomó una clase de cortometraje en la Universidad del Sur de California y más tarde asistió a la universidad en la Universidad Brown y la Universidad de Columbia.

## Vida personal
En 2014, se casó con Gabriela Rosés Bentancor, modelo y diseñadora de moda uruguaya. Rosés solicitó el divorcio en julio de 2020.

## Carrera
El cortometraje de Rinsch, The Gift, recibió una respuesta positiva y ganó premios en el festival internacional de publicidad Cannes Lions 2010. La aclamación que esto generó lo llevó a ser el director planificado para una precuela de Alien y una nueva versión de Logan's Run, aunque ambos proyectos pasarían a otras manos. Realizó otros trabajos dirigiendo comerciales.
Hizo su debut como director de largometrajes en 2013 con 47 Ronin, una adaptación de fantasía de la épica histórica japonesa de los 47 rōnin. Fue protagonizada por Keanu Reeves, Hiroyuki Sanada y Rinko Kikuchi. La película tuvo un presupuesto de producción de 175 millones de dólares. y fue mal recibida tanto por la crítica como por el público. Después de 47 Ronin, Rinsch volvió a dirigir comerciales.

## Serie abandonada de Netflix y disputas legales
Rinsch y su esposa Gabriela Rosés planearon un «proyecto apasionante» para su próximo trabajo: una serie de ciencia ficción sobre una especie artificial similar a la humana llamada «inteligente orgánica» que se crea para brindar ayuda humanitaria en todo el mundo y enfrenta conspiraciones en segundo plano que crean conflicto y un enfrentamiento apocalíptico. La productora 30West invirtió en el proyecto y Rinsch y Rosés comenzaron a crear episodios; cuando se quedaron sin financiación, el actor Keanu Reeves intervino como coproductor y proporcionó la financiación. Rinsch y Rosés utilizaron seis episodios cortos, cada uno de cuatro a diez minutos de duración, para plantear una temporada completa. Durante el auge del streaming de 2015-2019, hubo una intensa carrera por el contenido y tanto Amazon Prime Video como Netflix expresaron interés en retomar el proyecto. Netflix se hizo con el control, acordando proporcionar 61,2 millones de dólares en varias entregas para producir la serie, que pasó a llamarse Conquest.
Según una investigación del The New York Times de 2023 realizada por el periodista John Carreyrou, la producción de Conquest fue problemática y el comportamiento de Rinsch se volvió errático. Un sindicato de cine de Brasil se quejó del comportamiento de Rinsch en el set, específicamente de sus gritos y maldiciones a los miembros del equipo. También comenzó a tomar lisdexanfetamina, un medicamento recetado, y anfetamina. En 2019, Rosés contrató a un consultor de salud conductual para intentar persuadir a Rinsch de ingresar a rehabilitación.
La situación en el set empeoró y hubo una «intervención» por parte de Rosés, el hermano de Rinsch, su esposa y miembros del equipo de Conquest, instándolo a ingresar en rehabilitación. Como el proyecto se estaba quedando sin efectivo, Rinsch instó a Netflix a que le enviara más dinero, a pesar de no cumplir con los plazos de producción para la primera fase del proyecto. Netflix transfirió a su productora otros 11 millones de dólares, que Rinsch transfirió a su cuenta personal de corretaje y utilizó para comprar opciones sobre acciones, perdiendo alrededor de 6 millones de dólares en semanas.
Rinsch envió correos electrónicos a los ejecutivos de Netflix involucrados en el proyecto, afirmando que tenía una forma de mapear «la señal del coronavirus que emana del interior de la Tierra». Rosés solicitó el divorcio; en 2021, según sus abogados, Rinsch le dijo que los aviones eran «fuerzas orgánicas e inteligentes» y le envió mensajes de texto diciéndole que tenía el poder de predecir rayos y erupciones volcánicas. En marzo de 2021, Netflix cortó la financiación de Conquest, con ningún episodio terminado siendo enviado. Rinsch ha insistido en el asunto de un correo electrónico a los ejecutivos de Netflix que está «en pleno uso de sus facultades mentales y físicas», y declaró en una publicación de Instagram de 2023 que se había negado a responder preguntas para un artículo de The New York Times porque predijo que el artículo «discutiría el hecho de que de alguna manera perdí la cabeza... (alerta de espóiler)... no lo hice».
A pesar de los reveses en Conquest y sus pérdidas en el mercado de valores, Rinsch se recuperó algo financieramente. Utilizó el dinero restante de los fondos que Netflix había enviado a su productora para invertir millones en la criptomoneda dogecoin en 2020, que retiró en mayo de 2021, ganando 23 millones de dólares. Luego compró cinco Rolls-Royce, un Ferrari y grandes cantidades de muebles caros. Mientras tanto, en un caso de arbitraje que presentó contra Netflix, argumentó que el dinero era contractualmente suyo y que Netflix le debía más de 14 millones de dólares. En mayo de 2024, el árbitro dictaminó que Rinsch le debía a Netflix 8,78 millones de dólares y los derechos de cualquier material de archivo existente del programa.

### Arresto y acusación
El 18 de marzo de 2025, Rinsch fue arrestado en Los Ángeles y acusado en la Corte de Distrito de los Estados Unidos para el Distrito Sur de Nueva York en relación con el proyecto Netflix. Se le imputaron un cargo de fraude electrónico y lavado de dinero, cada uno de los cuales conlleva una pena máxima de 20 años de prisión, y cinco cargos de «participar en transacciones monetarias en propiedad derivada de una actividad ilegal específica» en violación de la Ley de Control de Lavado de Dinero, cada uno de los cuales conlleva una pena máxima de 10 años de prisión. Según una acusación formal de 12 páginas del FBI no sellada, Rinsch está acusado de malversar 11 millones de dólares que le dio Netflix y que, según él, utilizaría para hacer una serie de televisión llamada White Horse. En cambio, ese dinero se gastó en «inversiones extremadamente riesgosas», facturas de tarjetas de crédito, abogados que Rinsch utilizó para demandar a Netflix y manejar su divorcio, y compras lujosas como autos de lujo, incluidos cinco Rolls-Royce y un Ferrari, así como muebles antiguos, colchones, ropa de cama, relojes, ropa y estadías en hoteles Four Seasons y otras propiedades de alquiler.

## Películas
- 47 Ronin (1013)